# Wu Zetian
Wu Zetian (武则天), alternativt Wu Zhao (武曌), född 624, död 705, var Kinas ställföreträdande regent 683-690, och dess monark 690-705; hon var Kinas enda kvinnliga monark och kejsare. 
Wu Zetian regerade Zhoudynastin (690-705) vilket skapade ett avbrott i Tangdynastin (618-907). Flera kvinnor har styrt Kina genom historien, men Wu Zetian är den enda monarken (kvinnliga kejsaren), och den enda kvinnan i den officiella kinesiska regentlängden.  Hon var Kinas enda kvinnliga monark, medan övriga kvinnliga regenter endast hade styrt som ställföreträdare regenter, som till exempel under en sons minderårighet.  Wu Zetian antog också samma titel som de manliga monarkerna, huangdi, det vill säga "kejsare" snarare än kejsarinna. 
Wu Zetian gick den unika och långa vägen från konkubin till nunna och tillbaka till konkubin innan hon blev kejsarinna, och slutligen tog makten som Kinas regent och därefter som dess regerande kejsare och monark. Under Wu Zetians styre stärktes och expanderades Kina.

## Uppväxt
Wu Zetian föddes i Guangyuan i Sichuanprovinsen. Hennes mor, Yang Ronguo, var en buddhist som var släkt på långt håll med Suidynastins grundare kejsare Sui Wen. Hennes far, Wu Shihuo, var en handelsman och senare en hög tjänsteman i Lizhou som även hjälpte Li Yuan och hans familj att erövra Suidynastin och skapa Tangdynastin. 

## Kejserlig konkubin
Som tack för faderns lojalitet till kejsarfamiljen blev Wu Zetian år 638 konkubin åt Tangdynastins andra kejsare Taizong i huvudstaden Chang'an (Xi'an). I hovet blev hon väl utbildad inom bl.a. matematik, filosofi, kalligrafi och juridik. När kejsaren avled 649 blev hon skickad till klostret Ganye (感业寺) och blev buddhistisk nunna. 
Den efterföljande kejsaren Gaozong tog dock året efter tillbaka Wu Zetian till hovet, och gjorde henne till chefskonkubin. Det är delade åsikter bland historikerna om det var hennes utseende eller intellekt som tilltalade kejsaren. Hon födde fyra söner och två döttrar.

## Kejsarinna

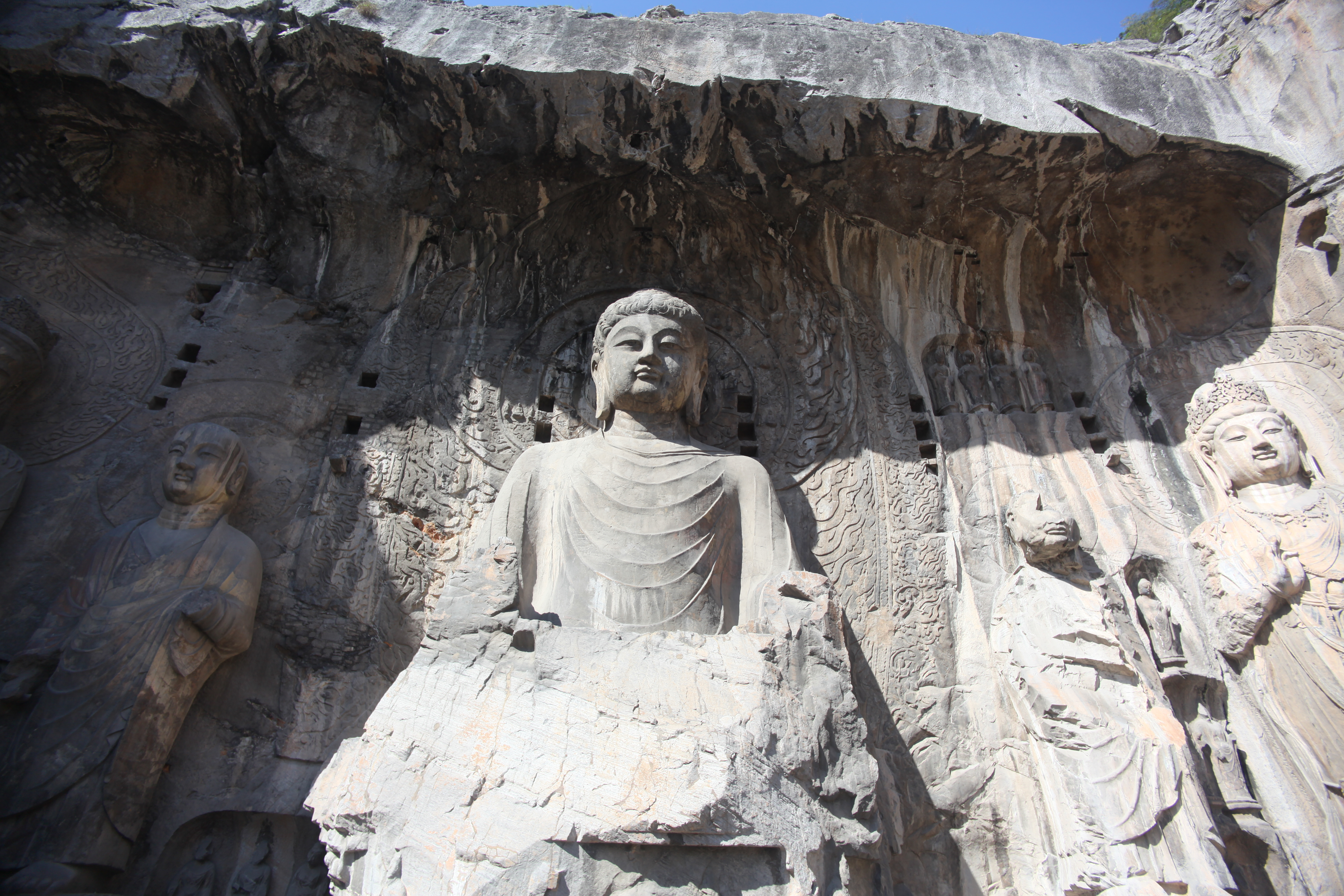
Statyn the Grand Vairocana Buddha vid Longmengrottorna utanför Luoyang som enligt vissa historiker föreställer Wu Zetian.

År 655 avsatte kejsare Gaozong sin kejsarinna och gjorde Wu Zetian till ny kejsarinna, och gav henne möjlighet att delta i landets styre. Nu började Wu Zetian mer och mer ta över kontrollen i hovet. Hon eliminerade kvinnliga konkurrenter till makten, såsom kejsarinnorna Wang och Zhangsun, och även kejsare Gaozongs favoritkonkubin Xiao Shufei.  Hon tvingade prins Zhangsun Fuji till självmord.  Wu Zetian var välutbildad inom historia och konst sedan tiden som konkubin. Hon skrev boken Tolv förslag till kejsaren där hon bland annat föreslog utvecklat jordbruk, lägre skatt, mindre krig och att välutbildat folk skulle anställas i hovet. Boken stärkte hennes position ytterligare, och efter år 665 hade Wu Zetian en allt större kontroll över Tangdynastin.

## Regent
När kejsare Gaozong avlidit år 683, tillsatte Wu Zetian sin och kejsare Gaozongs son på tronen med titeln kejsare Zhongzong. Själv blev hon regent under hans omyndighet. Dock ändrade hon sig snart och ersatte honom år 684 med en annan son, som regerade under titeln kejsare Ruizong.  Hon kvarstod då som regent under kejsarens omyndighet. 
År 688 i Luoyang uppförde Wu Zetian den rituella byggnaden Mingtang (明堂) med anor från Zhoudynastin (1046-256 f.Kr.) och Handynastin (206 f.Kr.–220). Där utförde hon offerritualer enligt feng (封) och shan (禅) med traditioner från Zhoudynastin.

## Monark

Wu Zetians egna tecken för sitt namn "Zhao"

Efter att redan varit de factoledare över Kina under lång tid, beslutade Wu Zetian år 690 att sätta sig själv på tronen. Hon gav sig själv namnet Zhao, och skapade ett helt nytt eget kinesiskt tecken för sitt namn: 曌 .  Den nya dynastin fick namnet Zhoudynastin (武周) (inte att förväxla med den långa och mycket äldre Zhoudynastin 1046-256 f.Kr.). Tronskiftet var blodigt och många som konkurrerade om tronen eller satte sig mot henne blev mördade. Över hundra ministrar, tjänstemän och släktingar till Tang-familjen mördades. 
De nya tjänstemännen i hovet tillsattes nu efter kompetens och inte som tidigare baserat på familjeband. Wu Zetian begränsade slaveriet och uppmuntrade jordbruket, vilket skapade en stark ekonomi och en ökande befolkning. Även militären reformerades och flera rivaliserande stater besegrades, varför riket både stärktes och expanderade. Hennes politiska agerande har av historiker bedömts som både pragmatiskt och klokt. 
Wu Zetian uppmuntrade buddhismen, och spenderade mycket pengar på att bygga ut de buddhistiska klostren, och hon uppförde stora skulpturer i Longmengrottorna utanför Luoyang. Buddhismen ökade markant på bekostnad av daoismen och konfucianismen.
Under den större delen av sin tid vid makten styrde Wu Zetian landet från Luoyang, men hon återvände till Chang'an 701. Efter att Wu Zetian på grund av sjukdom avgått, och därefter avlidit år 705, återtog hennes son, och tidigare kejsare Zhongzong tronen, och Tangdynastin återuppstod.

## Död

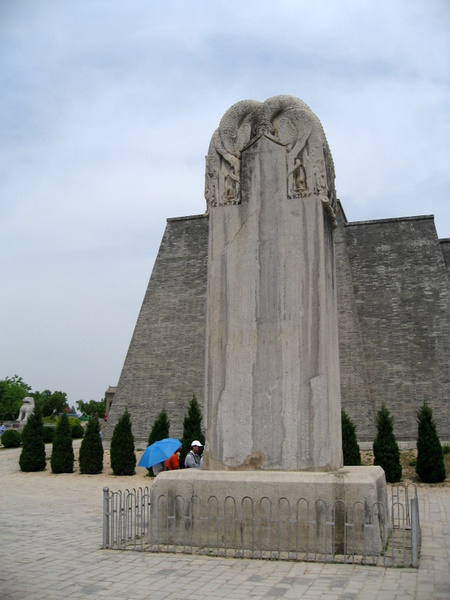
Wu Zetians stele helt utan inskriptioner vid hennes grav i Qianling.

När kejsare Gaozong avlidit 683 påbörjade Wu Zetian bygget av gravkomplexet Qianling utanför huvudstaden Chang'an. I augusti 684 begravde hon kejsare Gaozong i Qianling. Efter att Wu Zetian dog år 705 i Luoyang, då 82 år gammal, begravdes även hon år 706 i Qianling av kejsare Zhongzong. Hon begravdes tillsammans med kejsare Gaozong som kejsarinnan Wu Zetian, trots att det fanns ett stort politiskt motstånd mot detta.
På östra sidan om processionsvägen upp mot gravkammaren i Qianling är en 7.5 m hög stele rest för Wu Zetian. På motsatt sida finns en motsvarande sten för kejsare Gaozong där hans meriter i livet är inristade, vilket var brukligt. Dock finns det inga inskriptioner i Wu Zetians sten. Att inte Wu Zetians meriter skulle skrivas in i hennes sten var ett önskemål i hennes testamente där hon skrev att hennes förtjänster och brister skulle utvärderas av senare generationer. Hennes sten kallas Qianlings textlösa stele (乾陵无字碑).
| ”                                                      | Mina förtjänster och brister, ska utvärderas av senare generationer. | „ |
| – "己之功过，留待后人评说", från Wu Zetians testamente |                                                                      |   |

## Utmärkelser
Nedslagskratern Wu Hou på planeten Venus är uppkallad efter hennes titel Wu Hou (皇后).

## Andra kvinnliga kinesiska ledare
- Änkekejsarinnan Lü, regent 188 f.Kr.-180 f.Kr. under Handynastin
- Xiaozhuang, inflytelserik informell ledare 1643-1688 under Qingdynastin
- Änkekejsarinnan Cixi, de facto-ledare och tidvis regent 1861-1908 under Qingdynastin
- Jiang Qing, Mao Zedongs hustru och del i De fyras gäng fram till Maos död 1976
- Soong Ching-ling, vicepresident 1959-1975